# Петр Кмент
Петр Кмент (чеськ. Petr Kment; нар. 20 серпня 1942, Прага, Протекторат Богемії та Моравії — 22 серпня 2013, Прага, Чехія) — чехословацький борець греко-римського стилю, срібний та чотириразовий бронзовий призер чемпіонатів світу, чемпіон та дворазовий бронзовий призер чемпіонатів Європи, бронзовий призер Олімпійських ігор. Згодом тренер та спортивний функціонер.

## Життєпис
Петр Кмент був членом національної збірної Чехословаччини з 1964 по 1973 рік і був серед найкращих борців світу з греко-римської боротьби у важкій і суперважкій вазі протягом майже десяти років, будучи претендентом на медалі на кожному турнірі, в якому він брав участь. Протягом своєї кар'єри Кмент брав участь у трьох Олімпійських іграх поспіль, починаючи з 1964 року, і виграв бронзу в 1968 році, посівши четверте місце в 1964 році і сьоме в 1972 році. На чемпіонатах світу Кмент виграв срібло в 1973 році та бронзові медалі в 1965-67 і 1971 роках. На чемпіонаті Європи Кмент виграв титул чемпіона Європи 1968 року, здобувши бронзу в 1966-67 роках. 
Семиразовий чемпіон ЧССР, 1962, 1965, 1968, 1970, 1971, 1973 і 1974 років.
Після завершення спортивної кар'єри Кмент працював тренером з боротьби, тренував юніорську збірну Чехословаччини, а згодом був президентом Чехословацької федерації боротьби та членом правління Олімпійського комітету Чехії.

## Спортивні результати на міжнародних змаганнях

### Виступи на Олімпіадах
| Змагання                    | Збірна         | Вагова категорія                     | Місце  |
| --------------------------- | -------------- | ------------------------------------ | ------ |
| Літні Олімпійські ігри 1964 | Чехословаччина | греко-римська боротьба, понад 97 кг  | 4      |
| Літні Олімпійські ігри 1968 | Чехословаччина | греко-римська боротьба, понад 97 кг  | Бронза |
| Літні Олімпійські ігри 1972 | Чехословаччина | греко-римська боротьба, понад 100 кг | 7      |

### Виступи на Чемпіонатах світу
| Змагання                        | Збірна         | Вагова категорія                     | Місце  |
| ------------------------------- | -------------- | ------------------------------------ | ------ |
| Чемпіонат світу з боротьби 1965 | Чехословаччина | греко-римська боротьба, понад 97 кг  | Бронза |
| Чемпіонат світу з боротьби 1966 | Чехословаччина | греко-римська боротьба, понад 97 кг  | Бронза |
| Чемпіонат світу з боротьби 1967 | Чехословаччина | греко-римська боротьба, понад 97 кг  | Бронза |
| Чемпіонат світу з боротьби 1971 | Чехословаччина | греко-римська боротьба, понад 100 кг | Бронза |
| Чемпіонат світу з боротьби 1973 | Чехословаччина | греко-римська боротьба, понад 100 кг | Срібло |

### Виступи на Чемпіонатах Європи
| Змагання                         | Збірна         | Вагова категорія                     | Місце  |
| -------------------------------- | -------------- | ------------------------------------ | ------ |
| Чемпіонат Європи з боротьби 1966 | Чехословаччина | греко-римська боротьба, понад 97 кг  | Бронза |
| Чемпіонат Європи з боротьби 1967 | Чехословаччина | греко-римська боротьба, понад 97 кг  | Бронза |
| Чемпіонат Європи з боротьби 1968 | Чехословаччина | греко-римська боротьба, понад 97 кг  | Золото |
| Чемпіонат Європи з боротьби 1970 | Чехословаччина | греко-римська боротьба, понад 100 кг | 6      |
| Чемпіонат Європи з боротьби 1972 | Чехословаччина | греко-римська боротьба, понад 100 кг | 6      |